# Manakkody
Manakkody es una ciudad censal situada en el distrito de Thrissur en el estado de Kerala (India). Su población es de 7150 habitantes (2011). Se encuentra a 9 km de Thrissur y a 70 km de Cochín.

## Demografía
Según el censo de 2011 la población de Manakkody era de 7150 habitantes, de los cuales 3484 eran hombres y 3666 eran mujeres. Manakkody tiene una tasa media de alfabetización del 97,71%, superior a la media estatal del 94%: la alfabetización masculina es del 98,71%, y la alfabetización femenina del 96,78%.